# Associação Maringaense de Voleibol
a Associação Maringaense de Voleibol é uma equipe brasileira de voleibol feminino da cidade de Maringá, Paraná. Foi promovida a elite nacional através de ser finalista da Superliga Brasileira de Voleibol Feminino - Série B em 2021. Atualmente disputa a Superliga - Série A. Por razões de patrocínio, a partir da temporada 2021/2022 a equipe passou a se chamar Unilife Maringá.

## Histórico
Após chegar a fase final da Superliga Brasileira B de 2021, o campeonato foi interrompido, devido a pandemia do Covid-19, e por consenso de todas as equipes, não foi declarado nenhum campeão naquele ano, mas alcançou a promoção a Superliga A 2021-22. ..

### Títulos
- Superliga B:2021